# Tlajomulco de Zúñiga
Tlajomulco de Zúñiga là một đô thị thuộc bang Jalisco, México. Năm 2005, dân số của đô thị này là 220630 người.